# Navahos
Els navaho, o navajo, són una tribu índia de parla na-dené, el nom de la qual procedeix del terme navahuu, 'camp de conreu en cabal sec'. Ells s'anomenen dineh, 'els éssers humans', i la seva llengua, dineh bizaad. Es divideixen en 60 clans.

## Territori

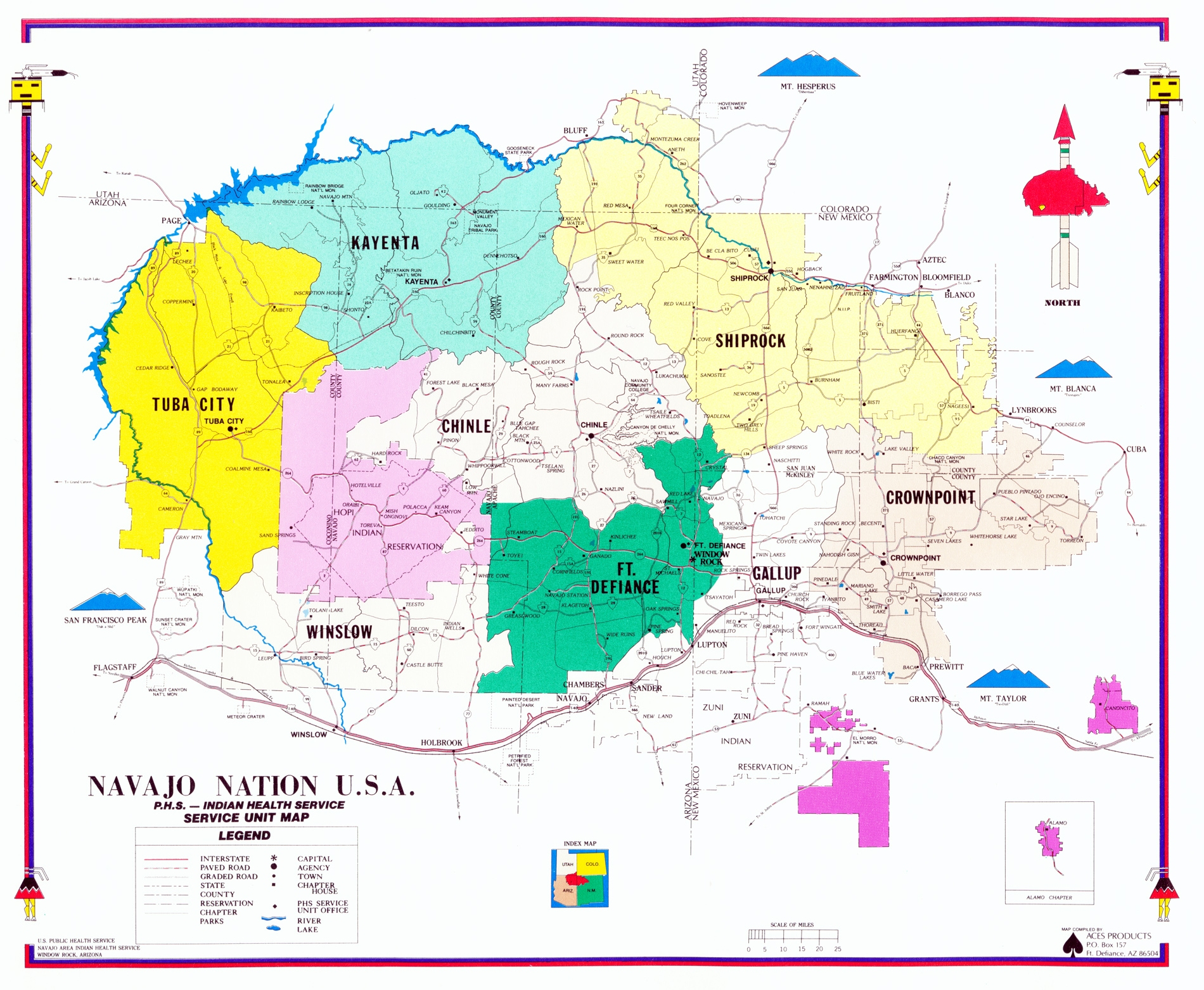
Territori de la nació navaho

Ocupen una reserva de 64.750 km² entre Arizona (27% del territori de l'estat), Nou Mèxic i sud de Utah, amb capital a Window Rock, que és gairebé tot el seu territori originari. Es divideix en 18 districtes (amb les ciutats de Ganado, Kayenta i Gallup) i tenen un Consell de la Nació Navajo, autònom però sota la tutela de la BIA. Molts, però, viuen als suburbis de Los Angeles, Phoenix, Albuquerque i Denver. El seu país l'anomenen Dine’bikeyah.

## Població

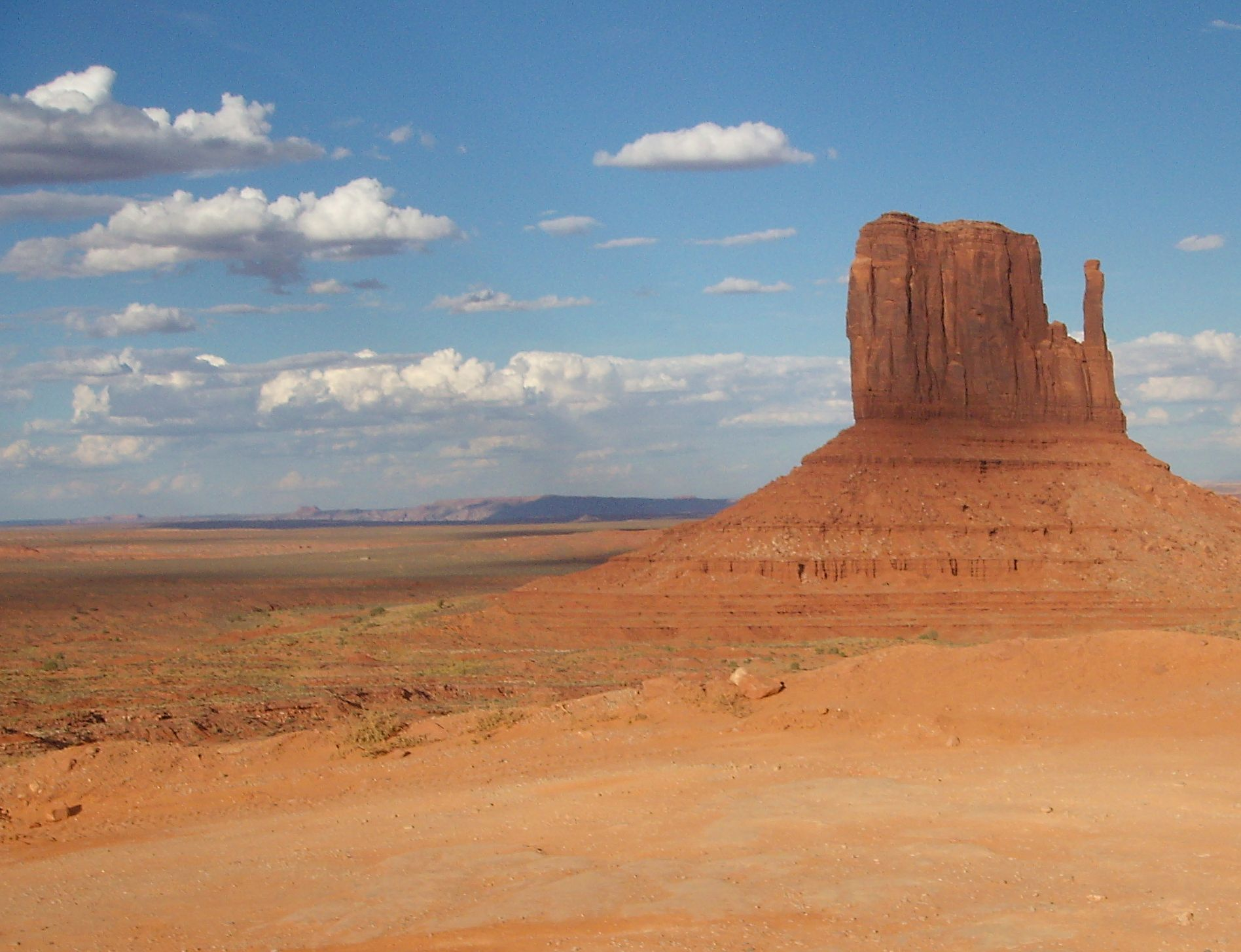
Part de la reserva Navajo del Monument Valley

Durant un temps se'ls considerà com una branca dels apatxes, però més tard es demostrà que eren una tribu independent. Tenien ramats d'ovelles, cabres i cavalls aconseguits dels espanyols i més tard dels mexicans.
Es calcula que el 1864 eren uns 8.000 indis, que augmentaren a 12.000 el 1875 i a 16.000 el 1900. El 1940 ja eren 45.000 i havien augmentat a 80.000 el 1960. Es creia que ja eren 150.000 el 1975, uns 175.000 el 1980 (dels quals, 130.000 parlaven la llengua) i pel 1988 es creia que hi havia 149.000 a la reserva, uns 22.000 més als voltants i 20.000 més escampats. El 1990 eren uns 225.000 indis a la reserva, i potser uns 60.000 més fora.
Segons dades del cens dels EUA del 2000, hi havia 269.200 navajo purs, 6.789 barrejats amb altres tribus, 19.491 barrejats amb altres ètnies i 2.715 barrejats amb altres ètnies i altres tribus. En total, 298.197 individus, i arribaven a 300.000 el 2015.

## Costums
La seva cultura és una barreja d'atapascà i de tribus de les planes. Els atuells són influïts pels indis de l'est, els cistells s'assemblen als que fan els paiutes. Els medicine man, els hatali, són pràcticament iguals als xamans i coneixedors de diverses cerimònies, com els pueblo. També tenen dret a revelar als indis el veritable nom dels llocs sagrats. Esdevingueren colons i ramaders d'ovelles, fins i tot la riquesa es compta en caps de ramat, però també continuaren fent pillatge, com els apatxes. També se sap que cardaven fusta des del 1706.
El seu habitatge era l'hogan, casa hexagonal que consta d'un bastiment de fustes muntades com un tipi, amb un vestíbul a l'entrada, una mena d'entrecreuament entre borda i cabana de terra, que més tard esdevingué una construcció octogonal amb sostre rodó. Actualment en fan les parets de pedra, però estalvien esforç en construir les habitacions en un mateix edifici, on poden viure moltes famílies en estret contacte.
Adoptaren també dels pueblo les pintures kiva i les engrandiren en les famoses sandpaintings, en què reprodueixen centenars de símbols de memòria conforme la cerimònia que realitzaven, i la relacionaven amb el seu disseny harmònic curatiu. La seva imaginació i enginy els permeté elaborar teixits, foses d'argent i joies. Les pintures representen els Yeis (déus), plantes, astres, etc., sense inventiva; tot és precís, de caràcter sagrat.
Actualment, però, a les reserves navajo hi ha més de 200 confessions diferents (mormons, baptistes i catòlics, les que tenen més adeptes, i també la NAC). Creien que tant la malaltia com la salut es devien a causes sobrenaturals, com la violació de tabús o l'acció de bruixes i mals esperits. El pacient era curat amb herbes medicinals, sudació, cançons, oracions, vomitius i amb pintures de sorra.
També adoptaren la mitologia pueblo en la seva religió bàsica, la principal preocupació de la qual era estar en harmonia amb Déu i la creació en la Shimah (Mare Terra). La malaltia era símptoma de la pèrdua d'harmonia, per això les cerimònies es basaven en el guariment de malalts, alhora que s'interessaven a assegurar el benestar de tots. La meta de la religió era crear bellesa i felicitat entre les persones i la natura, en harmonia entre la natura, les persones i Déu. Segons la seva mitologia, el monstre alat mitològic Yetso devorà Dinetah, el poble sagrat, i per això fou abatut pels Herois Bessons, el fill del sol i el fill de l'aigua. La seva sang recobreix de lava la vall de Shiprock, entre el mont Taylor i la ciutat de Grants.
També copiaren dels espanyols i dels pueblo l'organització familiar en clans exogàmics i matrilinials, en què l'home era l'hoste permanent en casa de la muller, llevat de si se'n divorciava. Però la parella formava una llar independent, i el gendre i la sogra no es podien veure, ja que era tabú.
Es regeixen per descendència matrilinial, i la residència és més propera a la de la mare que a la de la sogra. Els germans de la mare podien prendre certes responsabilitats en l'educació de l'infant, del casament i les propietats dels nebots. L'herència és materna per tradició, però darrerament s'ha trencat per influència nord-americana. Antigament, tant el clan com els parents biològics podien reclamar les propietats del difunt.
N'hi ha 60 clans, i es pertany al de la mare, però es considera emparentat amb el del pare. Cap navajo no pot prendre esposa d'un clan amb què estigui emparentat. I encara que la llista de prohibicions és llarg, molts clans són emparentats i el matrimoni entre els clans molt emparentats amb el grup de parentiu és totalment prohibit. Fins i tot avui, els clans regulen el patrimoni, l'hospitalitat i algunes cortesies protocol·làries.
Alguns clans són associats a les cerimònies. També hi havia certes obligacions vers els parents del clan patern i del matern, i també amb els clans emparentats per matrimoni, totes recíproques. Les bromes eren permeses a uns i a altres no. El codi de conducta no estava relacionat amb el parentiu biològic.
D'antuvi es vestien amb pells d'ant, amb ornamentacions i cabell solt sobre les espatlles. Després adoptaren dels pueblo la camisa curta semblant al ponxo els homes, i robes blaves i negres les dones. El vestit navajo és de dues peces que s'uneixen per damunt de les espatlles. Les dones duien bandes de color vermell brillant, que foren substituïdes al segle xix per bruses de pana o vellut molt amples amb camises de mànigues soltes que s'han emprat fins avui. Ambdós sexes es pentinen amb una cua de cabell a l'esquena a la manera dels pueblo.
Tenien nombroses danses cerimonials i càntics solemnes. Les danses, les celebraven a l'hivern durant la nit. Milers de persones, vestides amb mantes de colors, es reunien al voltant de grans fogueres. Entre les cerimònies preliminars figuraven l'execució de pintures de sorra a l'hogan del xaman, on tenien lloc una sèrie de ritus davant dels malalts pels quals s'organitzava la dansa. Amb aquest simbolisme hom volia que el malalt tornés a estar en harmonia amb la natura. Les pintures havien de destruir-se abans de sortir el sol, puix que els déus no havien de ser representants de manera permanent; i més tard se celebrava la Yebetchei o dansa del foc. El Dislyidje qacal (Cant de la muntanya) és l'epopeia nacional.

## Organització política
La nació Navajo té pressupost propi, però gairebé el 50% és subvencionat pel govern federal. L'alcohol és prohibit, però se'n consumeix. Els ingressos procedeixen dels lloguers d'explotació minaire, i el 93% dels obrers de la Peabody Coal Co a la reserva són navajo, però cap executiu ho és. S'hi produeixen a l'any més de 12.000.000 tones de carbó, que han generat la construcció de la Navajo Generating Power Plant i la Four Corners Power Plant, que proporcionen gas i electricitat a Las Vegas, Phoenix i a 2/3 d'Arizona, però també provoquen molta pol·lució i la taxa d'atur n'és del 49%. Tots els recursos, però, són en mans dels blancs, i ells viuen de la venda d'artesania d'argent i turquesa. Endemés, hi ha la Rough Rock Community School, amb 7.000 alumnes de 5 a 20 anys amb ensenyament bilingüe dineh-anglès i campaments per a nens difícils, on se’ls ensenya el rem, l'arc i a muntar a cavall.

## Història

### Orígens i primers contactes
Es creu que fa uns 900 anys es desplaçaren del nord del Canadà, on encara viuen els altres na-dené, i s'establiren a la zona actual del canyó de Chelly. Al seu territori s'ha trobat el poble en ruïnes de Betatakin i Keet Steel (Navajo National Mountain), pertanyent a la cultura anasazi (en navajo 'els avantpassats'), similars als de Mesa Verde i Chaco Canyon. El primer a contactar amb ells fou fray Alonso de Benavides el 1630, que els anomenà nabaju 'poble amb camps de conreu', puix que eren antics nòmades que havien adoptat l'agricultura per influència dels pueblo i els grangers del sud-oest, als quals havien causat grans molèsties amb els pillatges. Adoptaren el ramat d'espanyols i mexicans, i per això patiren incursions d'utes, zuñis i hopis, enemics tradicionals.
Fins al 1846 no van tenir els primers conflictes amb els Estats Units, puix que els espanyols i mexicans gairebé no els molestaren. El 1849 patiren les primeres matances per part de tropes nord-americanes, els tractats del 1805 i del 1858 i la construcció de Fort Defiance al seu territori.
Manuelito fou escollit cap al 1855, i cap al 1859 es produïren els primers xocs amb els blancs. El 1860 es revoltaren dirigits per Manuelito (elegit cap suprem el 21 de febrer del 1861), Barboncito i Herrero Grande.

### Guerra del 1861 i establiment de la reserva Navaho
Gairebé mil navajos conqueriren el fort, i també decidiren atacar Santa Fe. Pel setembre del 1861 fins a la tardor del 1862 hi hagué una treva. Mentrestant, el general James Carleton decidí fer-los-hi una reserva a Bosque Redondo, als marges del riu Pecos, i per això, el juliol del 1863 Kit Carson, amb mercenaris utes, els cremà les collites i els destruí els ramats. El 6 de gener del 1864 atacà el Canyó de Chelly, el seu refugi principal, i el dia 31 es rendiren 680 navaho. Pel febrer, ja tenien 1.200 captius i el 21 de febrer ja en tenien 1.500, inclòs Herrero Grande. El 14 de març uns 1.430 foren traslladats a Fort Sumner, i uns dies més tards, un grup de 2.400 més, dels quals en moriren 197 pel camí. Cap al 20 de març, un tercer grup de 946 també se n'anà, dels quals en moriren 110. Finalment, el setembre del 1864 capturaren Barboncito amb 21 guerrers, i l'11 de setembre del 1866 es lliurà Manuelito amb 23 guerrers.
Més de 8.000 navaho se n'anaren cap a Bosque Redondo el 1864, i els principals cabdills, entre ells Manuelito, foren empresonats a Fort Sumter. Però el 1868 els foren concedits per un tractat 3,5 milions d'acres de la seva terra nadiua, i una delegació que visità Washington DC el 1874 també aconseguí que gairebé tot el seu territori originari els fos concedit en reserva. Però algunes terres les havien de compartir amb els hopi, els seus tradicionals enemics. Des del 1871 també acceptaren l'establiment dels trading post (lloc de negociació) a la reserva.

### LaNavajo Nation
Des d'aleshores experimentaren un fort augment vegetatiu sense precedents en altres tribus índies dels Estats Units, tot i que uns 2.000 indis havien mort de fam i privacions en els primers anys de la reserva, i que el 1918 una quarta part d'ells moriren de grip. Durant els anys 1940-1960 els principals ingressos, els aconseguiren fent d'extres cinematogràfics a les pel·lícules de John Ford (anomenat per ells Natani Nez, 'Líder alt'). D'altres participaren en la Segona Guerra mundial en els Navajo Code Talkers, cos de transmissions en la seva llengua per enviar missatges davant les línies enemigues.
Cap al 1945 descobriren urani al seu territori, i el 1955, petroli, cosa que els ha obligat a abandonar gradualment la ramaderia (el 1947 havien produït 20 tones de llana i tenien 358.000 ovelles). Des del 1960 la Peabodi Coal Co explota el carbó de Black Mesa per a dues centrals tèrmiques, crim ecològic denunciat sovint per Winona LaDuke Westingard (IITC), però també obtingueren 1,5 milions de dòlars en regalies pel petroli i el gas, i 0,5 milions més a l'any per explotar altres minerals.
El 1969 aconseguiren l'ensenyament de les escoles en navaho i el Dine beiina nahiilna be Agaditaha, programa d'assistència legal i financera, que protegeix més de 1.600 navaho, mentre el 1969 l'Exxon explotava el petroli i la Kerr McGee l'urani, que des del 1971 provoca la mort per càncer de minaires navaho a Red Rock (Nou Mèxic).
Això, però, no ha pogut evitar l'existència d'un 40% d'atur crònic i que els salaris mitjans siguin d'1,6 $/hora. La primavera de 1969, uns 150 navaho es reuniren per declarar que l'explotació de carbó de Peabody contaminava i destruïa la regió. Fins al 1946 van mantenir la religió i els costums tribals gairebé intactes, però a partir d'aleshores s'introduí l'escolarització obligatòria i anglicitzada. El 1962 uns 27.000 nens navaho (el 90% del grup) ja estaven escolaritzats, i uns 300 navaho més treballaven en institucions educatives.
El març del 1973, Rosalind McClanahan aconseguí que el Tribunal Suprem dictés que l'estat d'Arizona no podia recaptar impostos a la terra dels navajo. El 1975, alguns militants de l'AIM hi protestaren pels abusos salarials, cosa que provocà que la Fairchild Electric Co se n'anés a Corea del Sud. Segons una Comissió Federal del 1975, el carbó provoca uns beneficis de 2,26 $/tona per a la companyia, però només uns beneficis de 15 a 20 centaus la tona per als indis, ja denunciat pel cap del consell tribal, Peter MacDonald. Aquestes denúncies tingueren respostes repressives.

### La lluita pels recursos
L'1 de març de 1973, Larry Casuse, líder del Trail of Broken Treaties a la reserva fou assassinat per la policia a Gallup. En els dos anys següents, 10 navajos indefensos foren torturats, mutilats sexualment i assassinats a Farmington i Gallup. John Redhouse, del NYIC navaho, ho denuncia com a fet habitual, i que els culpables reben penes minses i aviat la llibertat condicional. Tanmateix, el govern aprovà una llei el 1974 per la qual permetia a certes companyies extraure carbó de Black Mesa (descobert el 1911) i petroli de Big Mountain. Del 23 de febrer al 3 de març del 1975 el navajo de l'AIM Larry Anderson i John Trudell ocuparen la planta elèctrica Fairchild Corporation a Shiprock per pagar menys a les dones treballadores a causa d'haver fundat un sindicat, i reben suport de Dino Butler i Leonard Peltier. Malgrat això, han pogut produir certes realitzacions culturals com el documental Broken Rainbow sobre la seva situació, el qual rebé un Oscar el 1986, mentre uns 15.000 navaho eren desplaçats de les seves terres per les companyies petrolieres.
També el 1985, funden l'emissora de ràdio «The voice of the Navajo Nation» a Window Rock, que emet les 24 hores en anglès i dineh, i que se sent a 20 estats. Dirigida per Tazbah McCullagh, també accepta publicitat en llengua hopi i llengua zuni. També s'edita el diari Navajo Times, fundat el 1954 com a Navajo Today, dirigit per Tom Afriso, germà d'un diputat de Nou Mèxic.
Com que s'edita totalment en anglès, es distribueix també a les reserves hopi, zuni, ute i pueblo. El 1990 Rex Lee Jim (Mazii Dineltsoi) publicà el primer llibre de poemes en dineh, i pel juny del 1993 uns 11 navaho van morir a causa del virus hantaan.
Del 1990 al 1995 el president de la Navajo Nation fou Peterson Zah, i Marley Shebala, portaveu de la Native American Church (NAC). L'atur, però, n'era del 50%.
Des de l'1 d'abril del 1997, el govern dels Estats Units pressionà 200 famílies navajo perquè abandonessin les seves terres i s'establissin a les ciutats artificials de Tuba City i Sanders, on sovint l'atur condueix a l'alcoholisme i al suïcidi. Els que s'hi quedaren, havien de signar un leasing amb les autoritats federals pel qual, durant 75 anys, no podien estendre les activitats agrícoles fora d'un perímetre de 13 acres al voltant de les seves cases de tova, ni podien llogar les propietats, ni reparar-les o ampliar-les ni fer cap negoci a dins. Tampoc podran fer cap reclamació sobre les seves terres sagrades ni enterrar-hi els morts, la qual cosa es considera un gran atemptat contra la tradició navajo. Això ha provocat el desplaçament de 12.000 navajo, però 200, dirigits per Roberta Blackgoat, s'hi resisteixen. Aquests fets són relacionats amb els de Big Mountain, que han provocat que tinguin conflictes de terres amb els hopi.

## Llista de navaho destacats
- Vee F. Browne
- Laura Tohe
- Luci Tapahonso
- Elizabeth Woody
- Heishman John
- Rex Lee Jim
- Peterson Zah
- Manuelito